# Chao Phraya

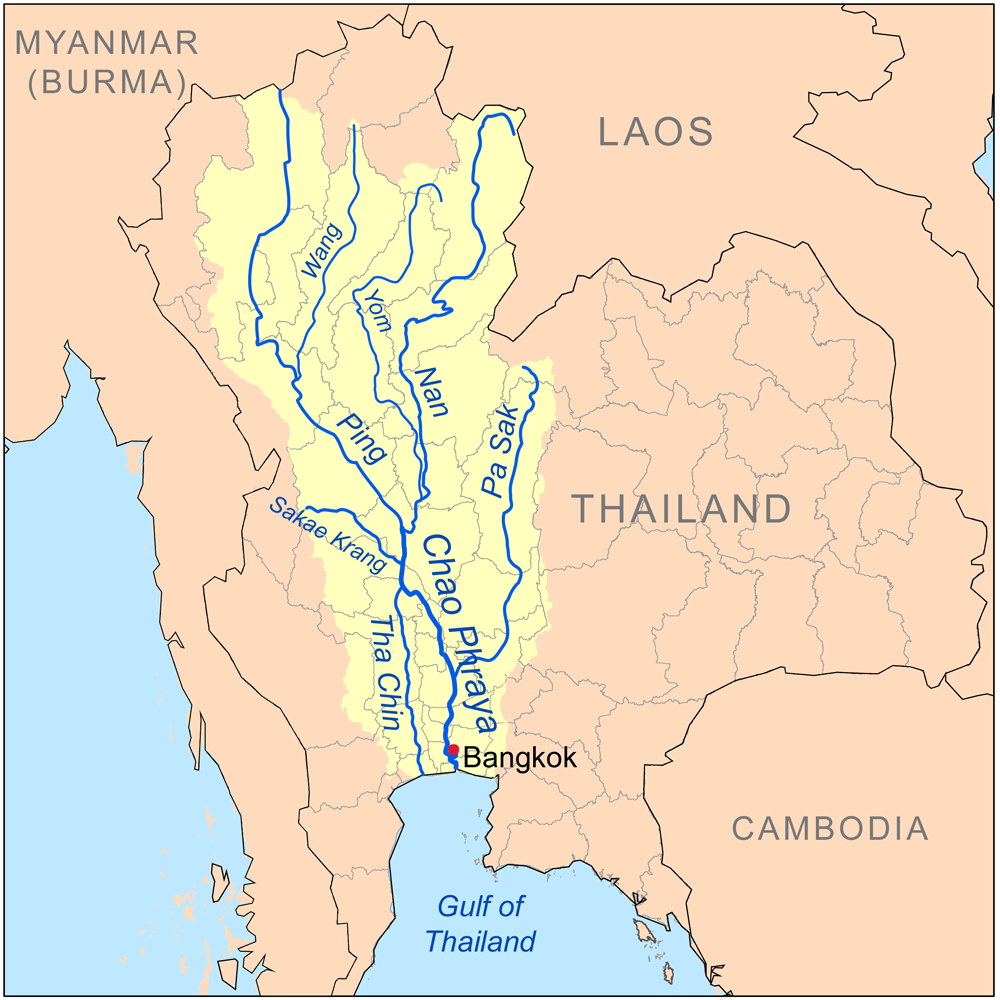
Mapa de la conca del riu Chao Phraya

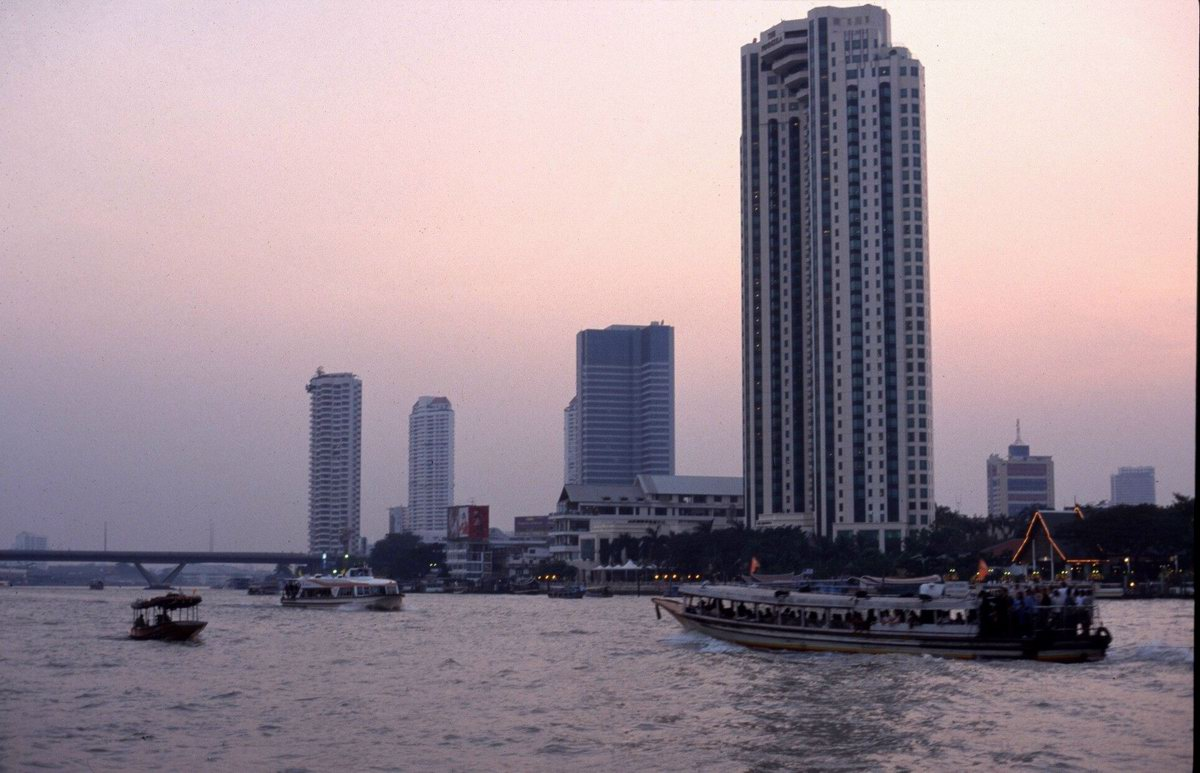
El Chao Phraya al seu pas per Bangkok (Tailàndia)

El riu Chao Phraya (en tailandès แม่น้ำเจ้าพระยา), abans també conegut com a riu Menam, és el riu de Tailàndia format per la unió del Ping i del Yom a Nakhon Sawan. És un riu de Règim pluviomètric amb el cabal màxim d'octubre a novembre.
Flueix de nord a sud: transcorre per Ayutthaya i Bangkok i desguassa al golf de Krung Thep en forma de delta fluvial. La seva conca ocupa una superfície de 20.125 km².
Constitueix la principal via de transport de Tailàndia.
El conreu de l'arròs és afavorit al llarg del seu curs per la construcció de canals.